# Johann Christian Heinrich Schlüter
Johann Christian Heinrich Schlüter (geb. (?); gest. 1808 in Weimar) war ein klassizistischer Architekt und Baukondukteur in Weimar um 1800.
Bekannt ist von ihm nicht viel, außer dass er Entwürfe zu zwei der größten klassizistischen Gebäude in Weimar geschaffen hatte bzw. für deren Bauausführung verantwortlich war. Das sind der Mittelteil am Stadtmuseum Weimar, dem ehemaligen Bertuchhaus und das Schießhaus, für das er im Auftrag Goethes nach dem Gentzischens Riß den Grundriss und zwei Prospekte zeichnete, das aber nur in einer Rekonstruktion von Alfred Speiser von 1890 nachvollziehbar ist. Schlüter hatte nach Jan Büchsenschuß selbst einen eigenen Entwurf für das Schießhaus eingereicht.
Friedrich Schiller bezeichnete das Bertuchhaus in einem Brief an seinen Freund Christian Gottfried Körner als das schönste in ganz Weimar. Schiller hatte damit eine sehr detailreiche Einschätzung über dieses Gebäude hinterlassen.
Schlüter wurde wohl Baumeister. Zumindest wurde er als Baumeister u. a. von der Großherzogin Maria Pawlowna 1804 bezeichnet. In den Weimarer Adressbüchern von 1804 und 1805 erscheint der Name Schlüter allerdings nicht.
Schlüter arbeitete auch nach Goethes Anleitungen, wie in einem veröffentlichten Brief der Großherzogin Maria Pawlowna vom 18. November 1804 in einer von August von Kotzebue herausgegebenen Zeitschrift vermerkt ist. Es handelt sich um eine Triumphpforte am Erfurter Tor. Diese existiert aber längst nicht mehr.

Bauwerke Schlüters
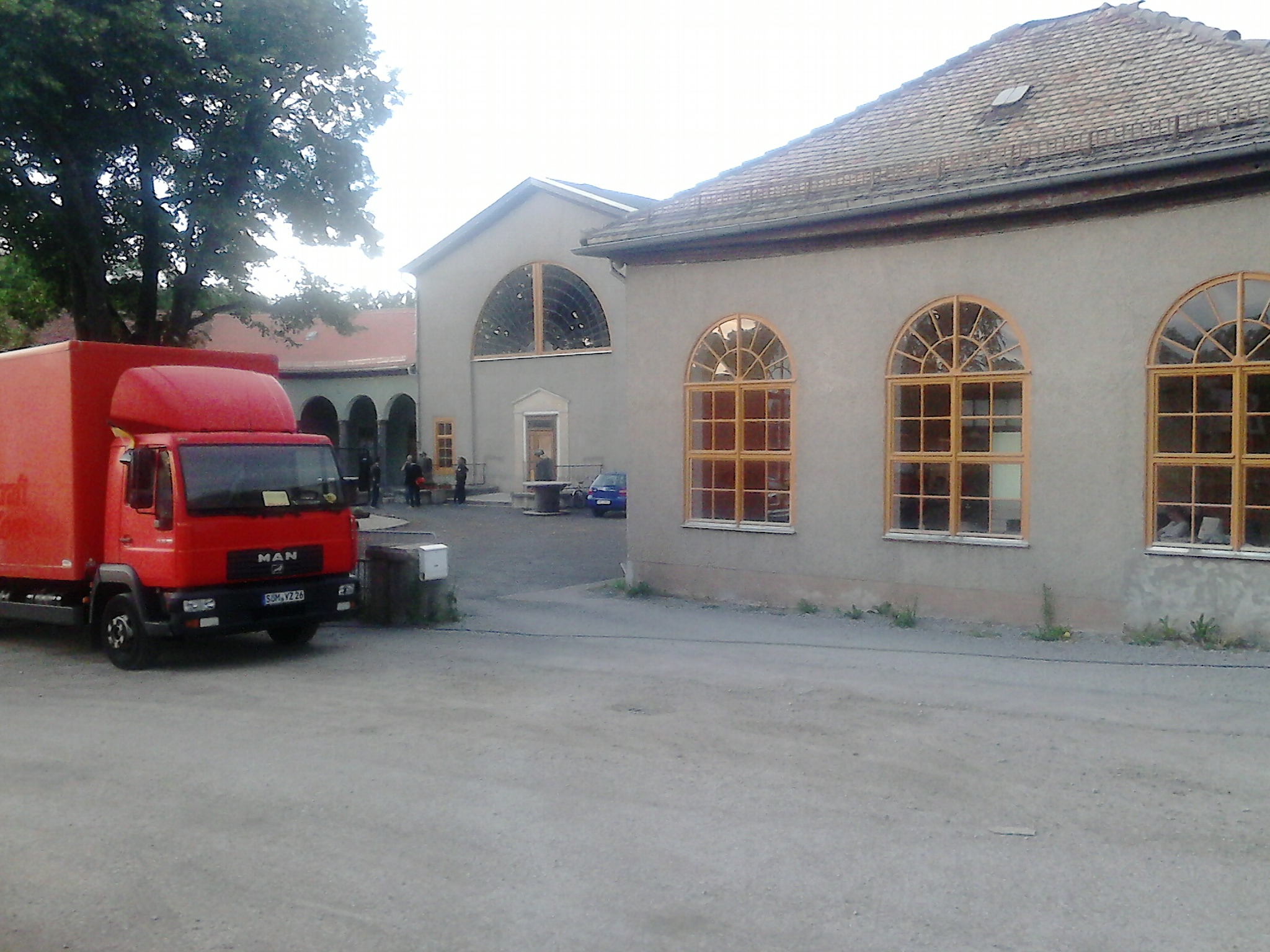
Schießhaus linker Flügel
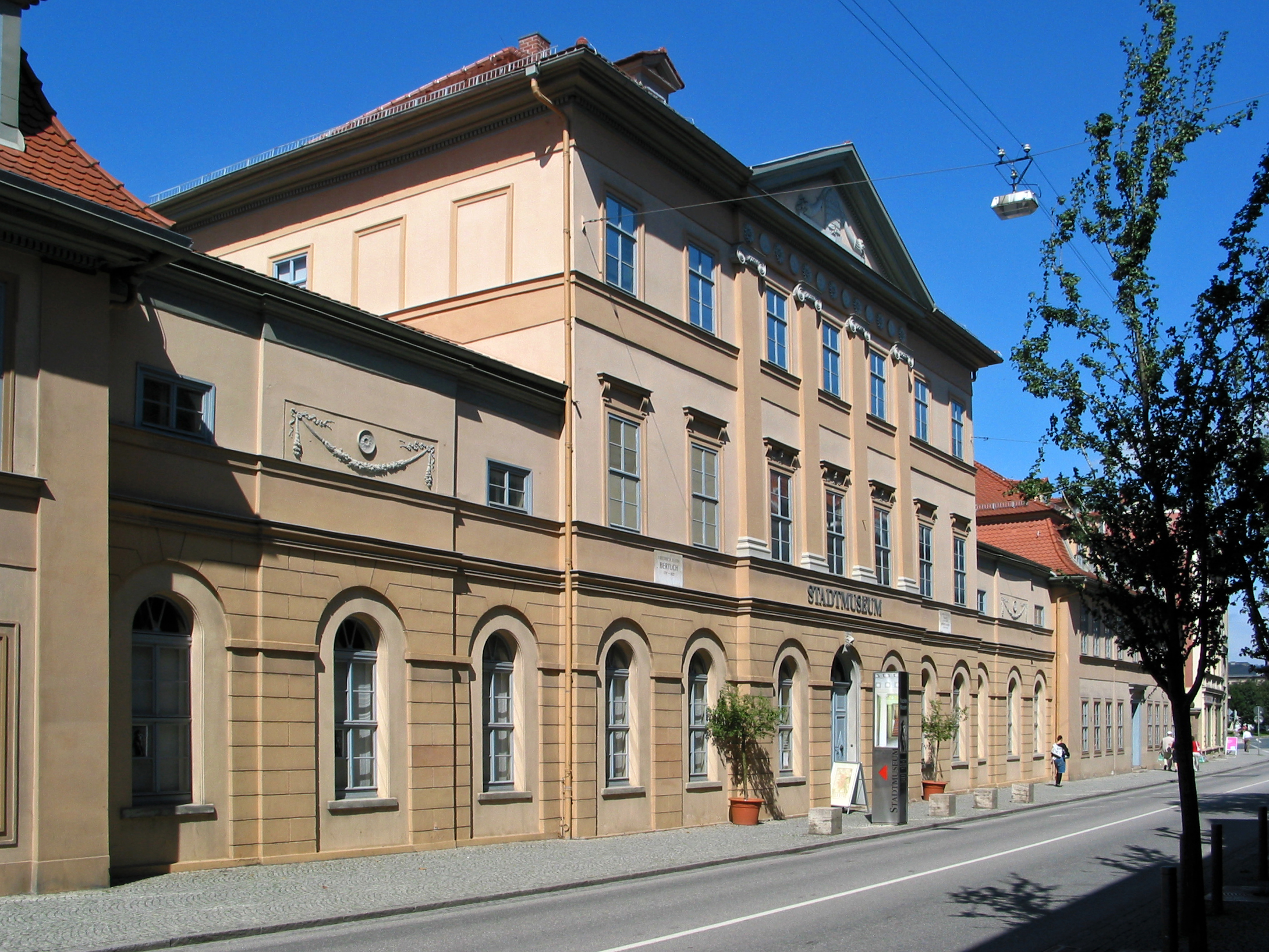
Stadtmuseum Weimar im Bertuchhaus